# Extraliga (pallavolo maschile, Repubblica Ceca)
La Extraliga è la massima serie del campionato ceco di pallavolo maschile: al torneo partecipano tredici squadre di club ceche e la squadra vincitrice si fregia del titolo di campione della Repubblica Ceca.

## Albo d'oro
| Anno             | Podio            | Podio            | Podio            |
| Campione         | Seconda          | Terza            |                  |
| ---------------- | ---------------- | ---------------- | ---------------- |
| 1992-93 Dettagli | Odolena Voda     | Olymp Praha      | Brno             |
| 1993-94 Dettagli | Odolena Voda     | Ústí nad Labem   | Dukla Liberec    |
| 1994-95 Dettagli | Ústí nad Labem   | Odolena Voda     | Brno             |
| 1995-96 Dettagli | Odolena Voda     | Ústí nad Labem   | Dukla Liberec    |
| 1996-97 Dettagli | Ústí nad Labem   | České Budějovice | Odolena Voda     |
| 1997-98 Dettagli | Ústí nad Labem   | Dukla Liberec    | České Budějovice |
| 1998-99 Dettagli | Zlín             | České Budějovice | Dukla Liberec    |
| 1999-00 Dettagli | České Budějovice | Dukla Liberec    | Zlín             |
| 2000-01 Dettagli | Dukla Liberec    | České Budějovice | Odolena Voda     |
| 2001-02 Dettagli | České Budějovice | Odolena Voda     | Příbram          |
| 2002-03 Dettagli | Dukla Liberec    | Odolena Voda     | České Budějovice |
| 2003-04 Dettagli | Odolena Voda     | Dukla Liberec    | Opava            |
| 2004-05 Dettagli | Kladno           | Dukla Liberec    | České Budějovice |
| 2005-06 Dettagli | Ostrava          | Kladno           | Dukla Liberec    |
| 2006-07 Dettagli | České Budějovice | Dukla Liberec    | Opava            |
| 2007-08 Dettagli | České Budějovice | Ostrava          | Kladno           |
| 2008-09 Dettagli | České Budějovice | Kladno           | Ostrava          |
| 2009-10 Dettagli | Kladno           | Dukla Liberec    | České Budějovice |
| 2010-11 Dettagli | České Budějovice | Ostrava          | Zlín             |
| 2011-12 Dettagli | České Budějovice | Dukla Liberec    | Příbram          |
| 2012-13 Dettagli | Ostrava          | České Budějovice | Příbram          |
| 2013-14 Dettagli | České Budějovice | Ostrava          | Zlín             |
| 2014-15 Dettagli | Dukla Liberec    | České Budějovice | Karlovarsko      |
| 2015-16 Dettagli | Dukla Liberec    | Brno             | České Budějovice |
| 2016-17 Dettagli | České Budějovice | Kladno           | Dukla Liberec    |
| 2017-18 Dettagli | Karlovarsko      | Kladno           | Dukla Liberec    |
| 2018-19 Dettagli | České Budějovice | Dukla Liberec    | Ostrava          |
| 2019-20 Dettagli | Non assegnato    | Non assegnato    | Non assegnato    |
| 2020-21 Dettagli | Karlovarsko      | České Budějovice | Dukla Liberec    |
| 2021-22 Dettagli | Karlovarsko      | Lvi Praha        | České Budějovice |
| 2022-23 Dettagli | Lvi Praha        | České Budějovice | Karlovarsko      |
| 2023-24 Dettagli | České Budějovice | Lvi Praha        | Kladno           |

## Palmarès
| Squadra          | Titolo | Edizione                                                                                          |
| ---------------- | ------ | ------------------------------------------------------------------------------------------------- |
| České Budějovice | 11     | 1999-00, 2001-02, 2006-07, 2007-08, 2008-09, 2010-11, 2011-12, 2013-14, 2016-17, 2018-19, 2023-24 |
| Odolena Voda     | 4      | 1992-93, 1993-94, 1995-96, 2003-04                                                                |
| Dukla Liberec    | 4      | 2000-01, 2002-03, 2014-15, 2015-16                                                                |
| Ústí nad Labem   | 3      | 1994-95, 1996-97, 1997-98                                                                         |
| Karlovarsko      | 3      | 2017-18, 2020-21, 2021-22                                                                         |
| Kladno           | 2      | 2004-05, 2009-10                                                                                  |
| Ostrava          | 2      | 2005-06, 2012-13                                                                                  |
| Zlín             | 1      | 1998-99                                                                                           |
| Lvi Praha        | 1      | 2022-23                                                                                           |